# 龍崎庄
龍崎庄，為1920年~1945年間存在之行政區，轄屬台南州新豐郡。今台南市龍崎區。

## 街庄原名
清領時期與日治前期屬內新豐里之番社庄、中坑仔庄、龍船庄、崎頂庄，1920年前為台南廳內新豐區。

## 行政區劃
龍崎庄轄域內分為龍船、崎頂、番社、中坑子四個大字。事實上，龍崎之名即由龍船、崎頂各取一字而來。